# 米尔布尔县

米尔布尔县位置

米尔布尔县(ڈسٹركٹ ميرپُور)，巴基斯坦自由克什米尔地区所辖的一个县，位于该区西南。总面积1,010 km2 (390 sq mi)，总人口371,000。该县成立于1947年。县治位于米尔布尔。

## 行政区划
米尔布尔县辖有3个乡。